# Morsan
Morsan is een gemeente in het Franse departement Eure (regio Normandië) en telt 120 inwoners (2009). De plaats maakt deel uit van het arrondissement Bernay.

## Geografie
De oppervlakte van Morsan bedraagt 5,0 km², de bevolkingsdichtheid is dus 24 inwoners per km².
De onderstaande kaart toont de ligging van Morsan met de belangrijkste infrastructuur en aangrenzende gemeenten.

## Demografie
Onderstaande figuur toont het verloop van het inwonertal (bron: INSEE-tellingen).